# Antonio Terrero y Díaz-Herrera
Antonio Terrero y Díaz-Herrera (Cadis, 15 d'octubre de 1799 - 1 de gener de 1878) fou un militar i enginyer espanyol, acadèmic de la Reial Acadèmia de Ciències Exactes, Físiques i Naturals.
Militar de l'arma d'artilleria, va assolir els graus de brigadier d'artilleria i coronel de l'Estat Major. Fou professor d'astronomia i geodèsia de l'Escola de l'Estat Major de l'Exèrcit, i el 1863 va publicar el primer estudi de fotogrametria com a eina topogràfica.
En 1847 fou un dels 18 acadèmics designats per la reina Isabel II d'Espanya per formar la Reial Acadèmia de Ciències Exactes, Físiques i Naturals, de la que en va presidir durant molts anys la Secció de Ciències Exactes.